# Szalay Péter (orvos)
Szalay Péter (Budapest, 1940. június 29. –) magyar sebészorvos, politikus, országgyűlési képviselő.

## Orvosi munkája
1964-től dolgozik sebészként - kezdetben Jászberényben, majd 1969-től Budapest XIII. kerületében - először a Róbert Károly körúti (ma Nyírő Gyula) kórházban, majd 1974-től a Visegrádi Utcai szakrendelőben a Sebészeti Osztályon dolgozik. 2008-ban szakmai munkája elismeréseként a Budapest XIII. kerület „Kerületért” kitüntetés kapta.

### Tanulmányok, képesítések
- 1999 - Hagyományos kínai orvoslás és akupunktúra oklevél
- 1996 - Háziorvosi szakképesítés
- 1968 - Sebészeti szakképesítés
- 1958-1964 - [Semmelweis Egyetem] Általános Orvostudományi Kar Általános Orvosi Diploma

### Szakmai tapasztalat
- 1974 - Budapest XIII. kerület Visegrádi utcai Rendelőintézet Sebészeti Osztálya, 1988-tól vezető főorvos (2013-tól a Visegrádi utcai szakrendelő Sebészeti osztály beolvadt a Szegedi Úti szakrendelő Sebészeti osztályába)
- 1969-1974 Budapest, Róbert Károly körúti Kórház Sebészeti Osztálya
- 1964-1969 Jászberény, Városi Kórház Sebészeti Osztálya

## Politikai tevékenysége

### 1994 és 2006 között
1994-től 2006-ig, három cikluson át a XIII. Önkormányzat Képviselőtestület tagja - előbb független jelöltként, később a Fidesz jelöltjeként. 1994-től 2006-ig a XIII. kerületi Önkormányzat Egészségügyi Bizottságának tagja, 1998 és 2006 között annak elnöke, valamint a Budapest Fővárosi Önkormányzat Egészségügyi bizottságának tagja. Egészségügyi bizottsági munkája során részt vett a XIII. kerületi egészségügyet érintő fejlesztéssel kapcsolatos döntésekben, a családorvosi privatizáció végrehajtásában és
a privatizációs szerződésrendszer kidolgozásában.
1994-től tagja a FIDESZ XIII. kerületi szervezetének, elnökségi tag.

### 2010 és 2014 között
2010-től 2012-ig a FIDESZ XIII. kerületi szervezet elnöke. 2010-ben a FIDESZ-KDNP országgyűlési képviselőjelöltje lett, majd 2011-től a Magyar [Országgyűlés] tagja.
2011-től az [Országgyűlés] Európai ügyek bizottságának tagja, majd 2013-tól az Egészségügyi bizottság és az Egészségügyi bizottság Ellenőrző albizottságának tagja. A parlament munkájában aktívan részt vett a 2010-2014 közötti ciklusban - hozzászólással, indítványokkal - többek között a rezsicsökkentéssel kapcsolatos törvények és törvénymódosítások, a dohányzásellenes törvénymódosítók, az új alaptörvény és annak módosításai kapcsán.

### 2014
2014-ben ismét a FIDESZ-KDNP országgyűlési képviselőjelöltje. Szalay Péter 30,65 százalékot kapott, így elvesztette a mandátumát, mivel ellenfele, Hiszékeny Dezső 51,25 százalékot nyert.

## Családja
Nős, felesége családorvos, két gyermeke és két unokája van.

## Külső hivatkozások
- Szalay Péter honlapja